# Герлиц, Александр Александрович
Александр Александрович Герлиц (род. 31 июля 1989 года, Горьковское, Ленинградский район, Кокчетавская область, Казахская ССР) — казахстанский спортсмен-паралимпиец, соревнующийся в биатлоне и лыжных гонках. Бронзовый призёр зимних Паралимпийских игр 2022 года в Пекине.

## Биография
В 2007—2011 годах учился в Северо-Казахстанском государственном университете имени М. Козыбаева на экономиста.
В 2011 году попал в ДТП, получил инвалидность 3 группы. Отец — также Александр Александрович Герлиц — работал преподавателем физкультуры и всегда привлекал сына к спорту. После просмотра зимних Паралимпийских игр 2014 года в Сочи Александр решил попробовать себя в паралимпийском спорте, и с 2014 года он стал заниматься лыжными гонками под руководством Ивана и Марии Дробязко в Петропавловске и в клубе «Умит».
Впервые принял участие на зимней Паралимпиаде в 2018 году в Пхёнчхане. 12 марта Александр Герлиц добился самого высокого результата Казахстана на зимних Паралимпийских играх с 1994 года (когда Любовь Воробьёва завоевала «серебро»), заняв 4-е место в гонке свободным стилем стоя. Комментарий Александра Герлица о выступлении:
Дистанция была тяжёлой. Физически я очень хорошо подготовлен и был готов к тому, что дистанция будет не из лёгких. Могу сказать, что этот результат самый лучший и первый такой высокий за мою спортивную карьеру. Немаловажный фактор, это, конечно же, удача. Сегодня мне выпала удача в плане погодных условий — хороший снег, жёсткая трасса. К высоким результатам сегодня во время соревнований меня подстёгивали усилия и воля.
14 марта результат Герлица превзошёл Александр Колядин, завоевавший золотую медаль в лыжном спринте. Также на играх 2018 года Герлиц принял участие в спринте в лыжных гонках (пятое место во втором полуфинале), в биатлоне на дистанциях 7,5 км (седьмое место), 12,5 км (шестое место) и 15 км (седьмое место).

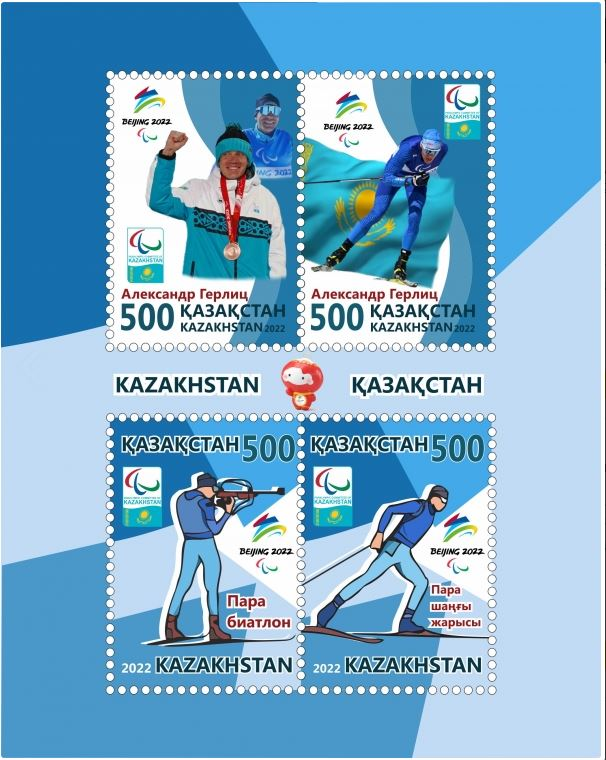
Почтовый блок 2022 года, посвящённый XIII зимней Паралимпиаде

На зимних Паралимпийских игр 2022 года в Пекине 8 марта Александр Герлиц завоевал бронзовую медаль в биатлоне на дистанции 10 км с результатом 34:51.1 и тремя промахами, уступив канадцу Марку Арендзу и украинцу Григорию Вовчинскому. Так спортсмен прокомментировал свой успех:
Первые эмоции после финиша — удовлетворение от того, как я прошёл гонку, она мне понравилась. Но когда я понял, что у меня большие шансы остаться на третьем месте, то на меня нахлынули эмоции, ощутил счастье, удовлетворение, гордость. Снег здесь в Чжанцзякоу очень не скользкий, тяжело по нему ехать. Для смазчиков это головная боль, они сутками тестируют разные варианты смазки для лыж, подбирают наиболее подходящую. Когда стартовал 8 марта, было ощущение, что лыжи не так хорошо едут, как хотелось бы, но когда посмотрел, как едут соперники, я заметил, что выкатываю лучше них, меня это замотивировало, я понял, что мои лыжи сегодня быстрее, чем у многих других спортсменов, и я, конечно, воспользовался этим моментом, выложился на все 100%.

## Награды
- Орден «Курмет» (24 марта 2022 года)[11]